# Björsäter
Björsäter är en tätort i Åtvidabergs kommun och kyrkby i Björsäters socken. 
Björsäters kyrka ligger här. Slottet Ekenäs ligger i närheten.

## Befolkningsutveckling
| Befolkningsutvecklingen i Björsäter 1960–2020 | Befolkningsutvecklingen i Björsäter 1960–2020 | Befolkningsutvecklingen i Björsäter 1960–2020 | Befolkningsutvecklingen i Björsäter 1960–2020 | Befolkningsutvecklingen i Björsäter 1960–2020 |
| --------------------------------------------- | --------------------------------------------- | --------------------------------------------- | --------------------------------------------- | --------------------------------------------- |
|                                               |                                               |                                               |                                               |                                               |
| År                                            |                                               |                                               | Folkmängd                                     | Areal (ha)                                    |
| 1960                                          | 1960                                          |                                               | 329                                           |                                               |
| 1965                                          | 1965                                          |                                               | 291                                           |                                               |
| 1970                                          | 1970                                          |                                               | 279                                           |                                               |
| 1975                                          | 1975                                          |                                               | 325                                           |                                               |
| 1980                                          | 1980                                          |                                               | 359                                           |                                               |
| 1990                                          | 1990                                          |                                               | 404                                           | 60                                            |
| 1995                                          | 1995                                          |                                               | 497                                           | 63                                            |
| 2000                                          | 2000                                          |                                               | 449                                           | 63                                            |
| 2005                                          | 2005                                          |                                               | 437                                           | 63                                            |
| 2010                                          | 2010                                          |                                               | 443                                           | 63                                            |
| 2015                                          | 2015                                          |                                               | 411                                           | 73                                            |
| 2020                                          | 2020                                          |                                               | 391                                           | 72                                            |
|                                               |                                               |                                               |                                               |                                               |